# Iso Valkjärvi
Iso Valkjärvi eller Valkjärvi är en sjö i Finland. Den ligger i kommunen Itis i landskapet Kymmenedalen, i den södra delen av landet, 110 km nordost om huvudstaden Helsingfors. Iso Valkjärvi ligger 74,1 meter över havet. I omgivningarna runt Iso Valkjärvi växer i huvudsak barrskog. Den är 15,9 meter djup. Arean är 3,09 kvadratkilometer och strandlinjen är 15,55 kilometer lång. Sjön  ingår i Kymmene älvs huvudavrinningsområde. 